# I Congresso Olimpico
(Re Giorgio di Grecia, 21 giugno 1894)
Il I Congresso Olimpico, noto in origine come Congrès international de Paris pour le rétablissement des Jeux olympiques (in italiano "Congresso internazionale di Parigi per il ripristino dei Giochi olimpici"), fu un Congresso Olimpico che si tenne dal 16 al 23 giugno 1894 a Parigi, in Francia, durante il quale vennero istituiti i Giochi olimpici moderni e il Comitato Olimpico Internazionale.
Dopo aver promosso per la prima volta la rinascita delle antiche Olimpiadi nel 1892, Pierre de Coubertin, in qualità di segretario dell'Union des sociétés françaises de sports athlétiques, decise di allestire un nuovo incontro per discutere dei principi del dilettantismo e per ristabilire in maniera concreta i Giochi olimpici. Due anni dopo, con l'aiuto di William Milligan Sloane e di Charles Herbert, organizzò un congresso presso l'Università della Sorbona, a cui parteciparono un gran numero di dirigenti sportivi e membri illustri della società civile dell'epoca.
Oltre a vari eventi paralleli all'assemblea di natura sportiva e culturale, furono allestite due commissioni indipendenti per i punti in discussione: la prima, presieduta da Michel Gondinet, pattuì una definizione di "dilettante" con le associazioni sportive presenti, determinò vari principi e obblighi che gli atleti avrebbero dovuto rispettare e impose dei divieti per quanto riguarda le sponsorizzazioni e le scommesse. Il secondo gruppo di lavoro, coordinato da Dīmītrios Vikelas, assegnò invece i Giochi della I Olimpiade del 1896 ad Atene e quelli del 1900 a Parigi, fondò il Comitato Olimpico Internazionale per promuovere lo sport e gli ideali olimpici e stabilì un primo programma di discipline olimpiche.

## Premesse
Il 25 novembre 1892, per la celebrazione del quinto anniversario della fondazione dell'Union des sociétés françaises de sports athlétiques (USFSA), il segretario dell'associazione Pierre de Coubertin, nobile e pedagogo francese impegnato nello sviluppo dell'educazione sportiva negli istituti scolastici, riunì intellettuali e illustri uomini francesi dell'epoca presso il Grande Anfiteatro della Sorbona di Parigi, la più prestigiosa istituzione culturale francese, per rinnovare il suo desiderio di attribuire maggior rilievo all'educazione fisica nelle scuole e per promuovere pubblicamente per la prima volta la rinascita degli antichi Giochi olimpici, idea del barone parigino risalente al 1889:
(Pierre de Coubertin)

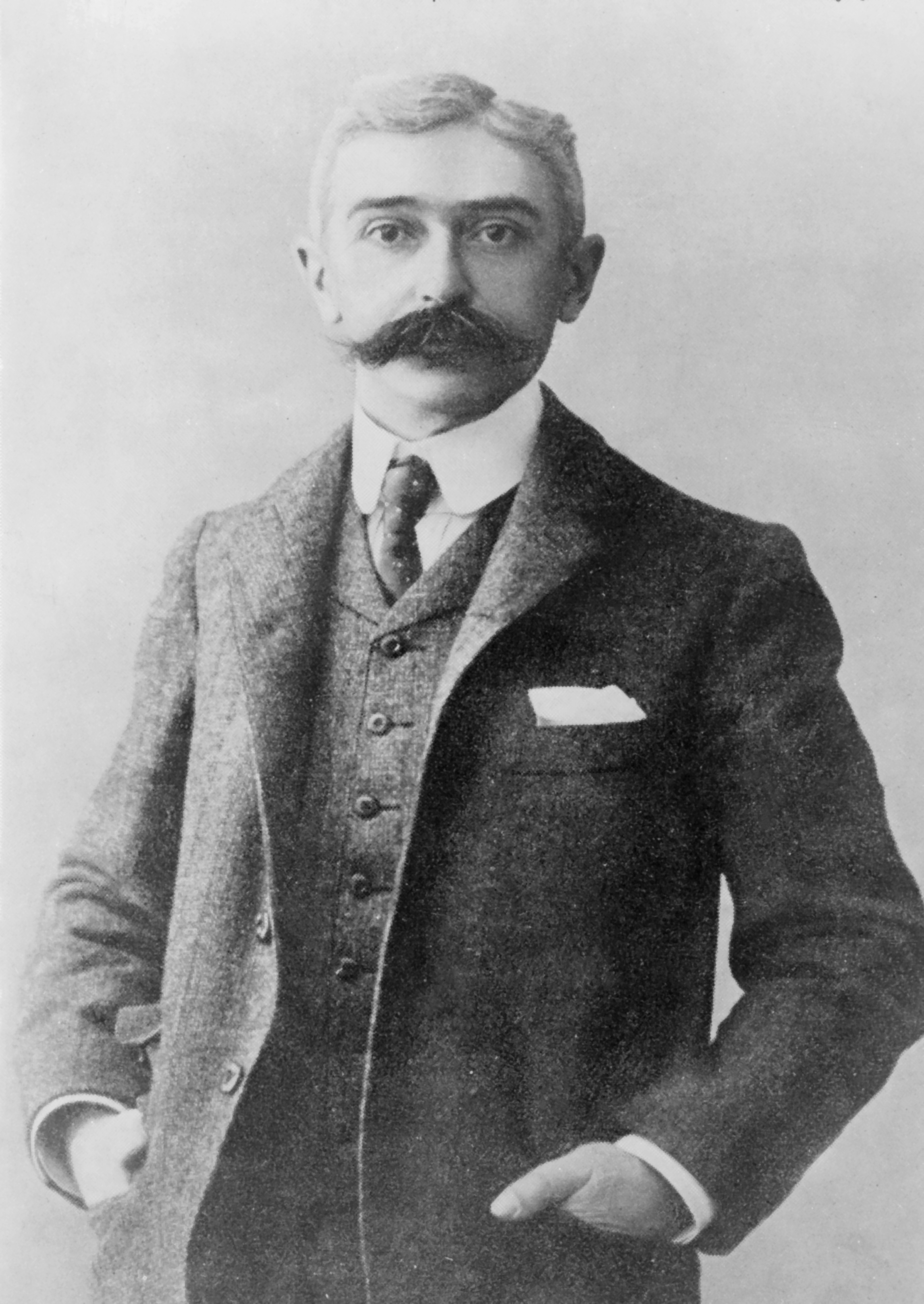
Pierre de Coubertin, principale promotore del I Congresso Olimpico

Sebbene il suo discorso fosse stato accolto con una generale approvazione dai partecipanti, de Coubertin non fu tuttavia in grado di dimostrare alle istituzioni dell'epoca l'importanza dello sport nell'educazione dei giovani, considerato utile solo per la carriera militare, e non trovò nemmeno concreto sostegno al suo ideale olimpico da parte delle associazioni sportive, dal momento che queste preferivano concentrarsi sulla propria area di competenza. Il pubblicò poi non sembrò comprendere l'essenza del suo pensiero, recependo il discorso solo da un punto di vista simbolico e senza cogliere quella concretezza e quella modernità che si sarebbe voluta mostrare.
Nonostante quindi le sue proposte sportive non ricevettero particolare interesse da parte della società civile e delle autorità, de Coubertin proseguì con la promozione delle sue idee. Volendo organizzare un nuovo congresso di maggiore respiro rispetto a quello del 1892, fece propria l'idea di Adolphe de Pallisseaux, presidente del USFSA e direttore della rivista Les Sport Athlétiques, di convocare un'assemblea internazionale con lo scopo di discutere del problema del dilettantismo nello sport, in quanto vi erano diversi punti di vista sulla questione all'interno del movimento sportivo; dato che era un argomento di fondamentale importanza per le competizioni atletiche francesi e non, vi era dunque la necessità che si redigessero dei principi comuni e vincolanti su questo tema. Alcuni storici, basandosi anche sulle sue Mémoires olympiques (1932), ritengono che l'obiettivo principale di de Coubertin fosse esclusivamente la rinascita degli antichi Giochi olimpici e che avesse allestito il dibattito sul dilettantismo, un argomento popolare all'epoca ma che non appassionò mai il barone francese, solo per attirare i delegati a Parigi.

## L'organizzazione

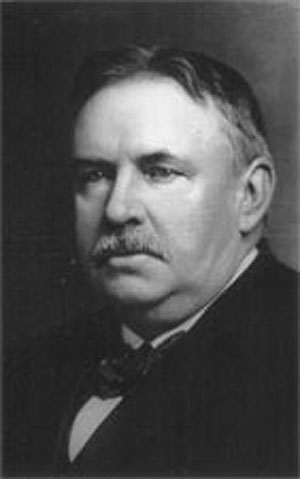
William M. Sloane, tra i principali organizzatori dell'assemblea

Il 1º agosto 1893 l'Union des sociétés françaises de sports athlétiques, per dare un segnale al movimento mondiale sportivo affinché si discutesse della problematica dello sport amatoriale, accettò di supportare la pianificazione di un congresso denominato "Congrès international de Paris pour l'étude et la propagation des principes de l'amateurisme" (in italiano "Congresso internazionale di Parigi per lo studio e la diffusione dei principi del dilettantismo") per il giugno del 1894; i tre commissari responsabili dell'organizzazione dell'incontro furono Pierre de Coubertin per l'Europa continentale, William Milligan Sloane, professore di filosofia della storia all'Università di Princeton e responsabile della sua sezione di atletica, per il continente americano e Charles Herbert, membro eminente dell'Amateur Athletic Association, per l'Inghilterra e le sue colonie. Dal settembre 1893 il barone parigino si spostò negli Stati Uniti d'America per conto del governo francese, come membro di una squadra di educatori che avrebbe partecipato alla Fiera Colombiana di Chicago, dopo la quale iniziò un lungo viaggio che gli consentì di rafforzare il movimento olimpico da un punto di vista internazionale e di pubblicizzare i suoi progetti nelle università statunitensi. Il barone francese si spostò poi a Denver, in Texas, in Louisiana, a Washington e infine a New York; qui, il 27 novembre 1893, si tenne un incontro preliminare al congresso con Sloane e altri dirigenti sportivi statunitensi presso l'University Club.

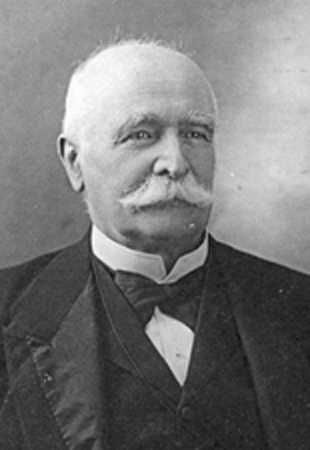
Alphonse Chodron de Courcel, a cui venne affidata la presidenza del Congresso

Tornato in patria, il 15 gennaio 1894 de Coubertin spedì una lettera circolare per invitare all'assemblea un gran numero di illustri personalità e numerose associazioni sportive nazionali e internazionali, chiedendo loro di nominare i delegati che avrebbero preso parte alle discussioni; tra i vari punti del programma presenti nella lettera di accompagnamento, vi erano varie questioni riguardanti il dilettantismo e un'ottava che ipotizzava la possibilità di ripristinare i Giochi olimpici. Nella lettera de Coubertin sottolineò la necessità di discutere delle regole per atleti dilettanti, mentre non aveva particolare fretta nei confronti dell'ultimo punto, dal momento che sperava di poter organizzare un evento olimpico per il 1900, contemporaneamente all'Esposizione Universale di Parigi; ebbe già modo di presentare ad Alfred Picard, commissario generale della Fiera, il progetto per un padiglione olimpico. Della rinascita delle Olimpiadi scrisse: "Il ripristino dei Giochi olimpici, su basi e condizioni adeguate alle esigenze della vita moderna, riunirebbe, ogni quattro anni, i rappresentanti delle nazioni di tutto il mondo e si può pensare che queste gare pacifiche e cortesi costituiscano la migliore forma di internazionalismo".
De Coubertin si spostò poi in Inghilterra, in cui trovò scarso supporto per i suoi progetti sportivi; prese parte comunque a un secondo incontro preparativo all'assemblea il 7 febbraio presso lo Sports Club di Londra, su invito di John Dugdale Astley, un politico conservatore appassionato di sport. Con l'avvicinarsi della primavera si manifestarono le prime difficoltà, dato che poche nazioni e associazioni sportive avevano mostrato interesse per il congresso di giugno; inoltre alcune organizzazioni francesi, come l'Union des sociétés de gymnastique de France, comunicarono a de Coubertin che avrebbero boicottato l'assemblea se questi avesse invitato dei rappresentanti della Germania, ancora invisa dalla guerra franco-prussiana. Il barone francese chiese l'aiuto di Alphonse Chodron de Courcel, diplomatico francese e ambasciatore presso l'Impero tedesco dal 1881 al 1886, per convincere i delegati a far parte delle discussioni e per mediare sulla partecipazione tedesca al congresso, che sarà poi rappresentata solo in via ufficiosa da alcuni partecipanti. Nel maggio 1894 il nome ufficiale dell'assemblea divenne "Congrès international de Paris pour le rétablissement des Jeux olympiques" ("Congresso internazionale di Parigi per il ripristino dei Giochi olimpici").

## Il Congresso

### La cerimonia d'apertura e i partecipanti

Il Grande Anfiteatro della Sorbona, in cui si tenne la cerimonia d'apertura del Congresso Olimpico

Alle ore 16 di sabato 16 giugno 1894 si tenne la cerimonia d'apertura di quello che in seguito verrà ricordato come il primo Congresso Olimpico; per quest'occasione, Octave Gréard mise nuovamente a disposizione il Grande Anfiteatro dell'Università parigina della Sorbona. Il discorso iniziale fu pronunciato da Alphonse Chodron de Courcel, nominato da de Coubertin presidente onorario del Congresso; il punto focale della sua dissertazione fu l'esigenza di far rivivere l'antico ideale di equilibrio tra corpo e mente, concludendo il suo intervento con un appello a organizzare "pacifiche competizioni tra i nazioni", stabilendo così le "prime basi per il mantenimento della pace tra i popoli". Dopo di lui, Jean Aicard recitò un'ode sulla celebrazione dell'atletismo, acclamata con un'ovazione. In seguito, per celebrare l'avvio delle discussioni e per creare un'atmosfera d'epoca classica, un coro cantò un inno delfico dedicato ad Apollo; scoperto l'anno precedente da archeologi francesi su alcune tavolette di pietra nel Tesoro degli Ateniesi, questo fu il primo brano di musica antica che giunse in epoca moderna quasi intanto, venendo poi arrangiato da Gabriel Fauré utilizzando delle arpe. Théodore Reinach, che si occupò in prima persona della sua decifrazione, presentò la melodia agli spettatori. Pierre de Coubertin, in qualità di commissario generale del Congresso, si occupò tra le altre cose dell'organizzazione di alcune gare sportive legate all'assemblea; la mattina di domenica 17 giugno si svolsero al Vélodrome de la Seine a Levallois i campionati di ciclismo dell'Union des sociétés françaises de sports athlétiques, mentre nel pomeriggio si tenne un torneo di pallacorda nei giardini del Lussemburgo, vinto dalla squadra di Valenciennes.

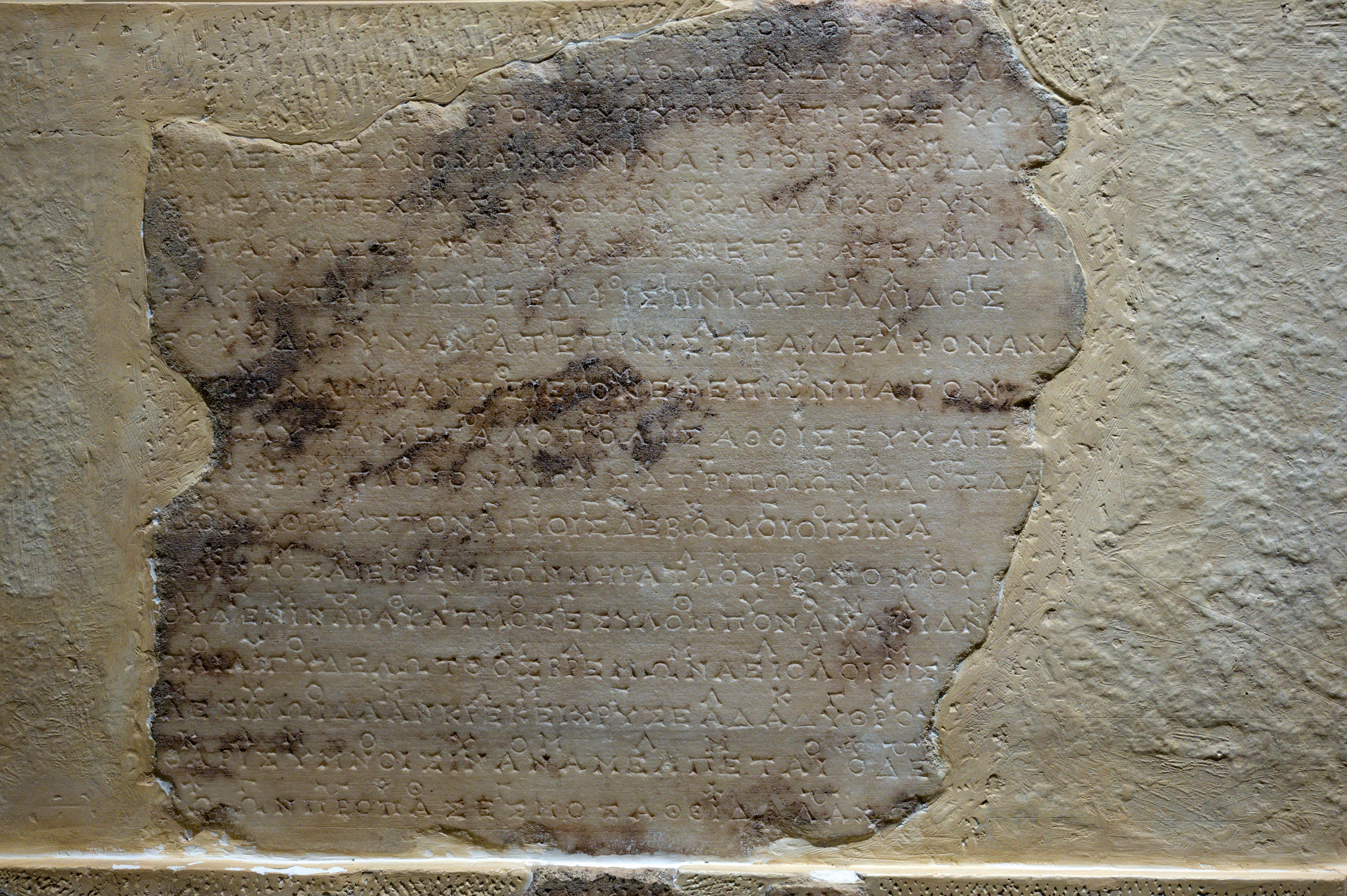
L'incisione dell'inno dedicato ad Apollo, scoperto a Delfi nel 1893

Per garantire il successo di quest'assemblea, de Coubertin si impegnò per far sì che alle discussioni fossero presenti un gran numero di organizzazioni, associazioni e federazioni sportive, invitando parallelamente varie illustri personalità; tuttavia i costi relativi al viaggio verso la capitale francese fecero sì che la partecipazione straniera fosse piuttosto limitata. Alla cerimonia d'apertura del Congresso parteciparono circa 2 000 persone, tra cui molti studenti della Sorbona; vi erano 58 delegati francesi in rappresentanza di 24 organizzazioni e altri 20 delegati stranieri di altrettanti club sportivi, provenienti da Belgio, Grecia, Italia, Regno Unito, Russia, Spagna, Stati Uniti e Svezia. Delle 49 associazioni e società invitate, solo 37 furono effettivamente presenti: l'Associazione ciclistica internazionale fu l'unico organo sportivo sovranazionale rappresentato al Congresso. Il giornalista sportivo Frantz Reichel fu l'addetto stampa del comitato organizzatore.
De Coubertin stilò anche una lista di 50 membri onorari del Congresso, che avrebbero aggiunto prestigio all'evento, testimoniando così la notevole importanza che il barone francese volle attribuire a quest'assemblea, anche se non è chiaro chi di loro fosse effettivamente presente alle discussioni. Tra essi vi erano personalità dell'alta nobiltà europea come il re del Belgio Leopoldo II, il principe del Galles Edoardo, il granduca Vladimir Aleksandrovič Romanov, il duca Enrico d'Orléans, il principe ereditario di Svezia Gustavo e quello di Grecia Costantino, vari politici e diplomatici provenienti da tutto il mondo quali Alexander Hoyos, Ruggiero Bonghi, Eugène Spuller e Arthur James Balfour, rappresentanti della società civile e del mondo pedagogico come Charles Waldstein, Ernest Lavisse, Jiří Stanislav Guth-Jarkovský, Ferenc Kemény e Aleksej Butovskij e un gran numero di dirigenti sportivi, come William Penny Brookes, Leonard Cuff, Carlo Fisogni e Viktor Balck. In questo elenco erano inoltre presenti vari esponenti del movimento pacifista, quali Fredrik Bajer, Frédéric Passy, Henri La Fontaine, Élie Ducommun e Arthur Gundaccar von Suttner, marito di Bertha von Suttner, alcuni dei quali vinsero il Premio Nobel per la pace negli anni successivi.

### La questione del dilettantismo

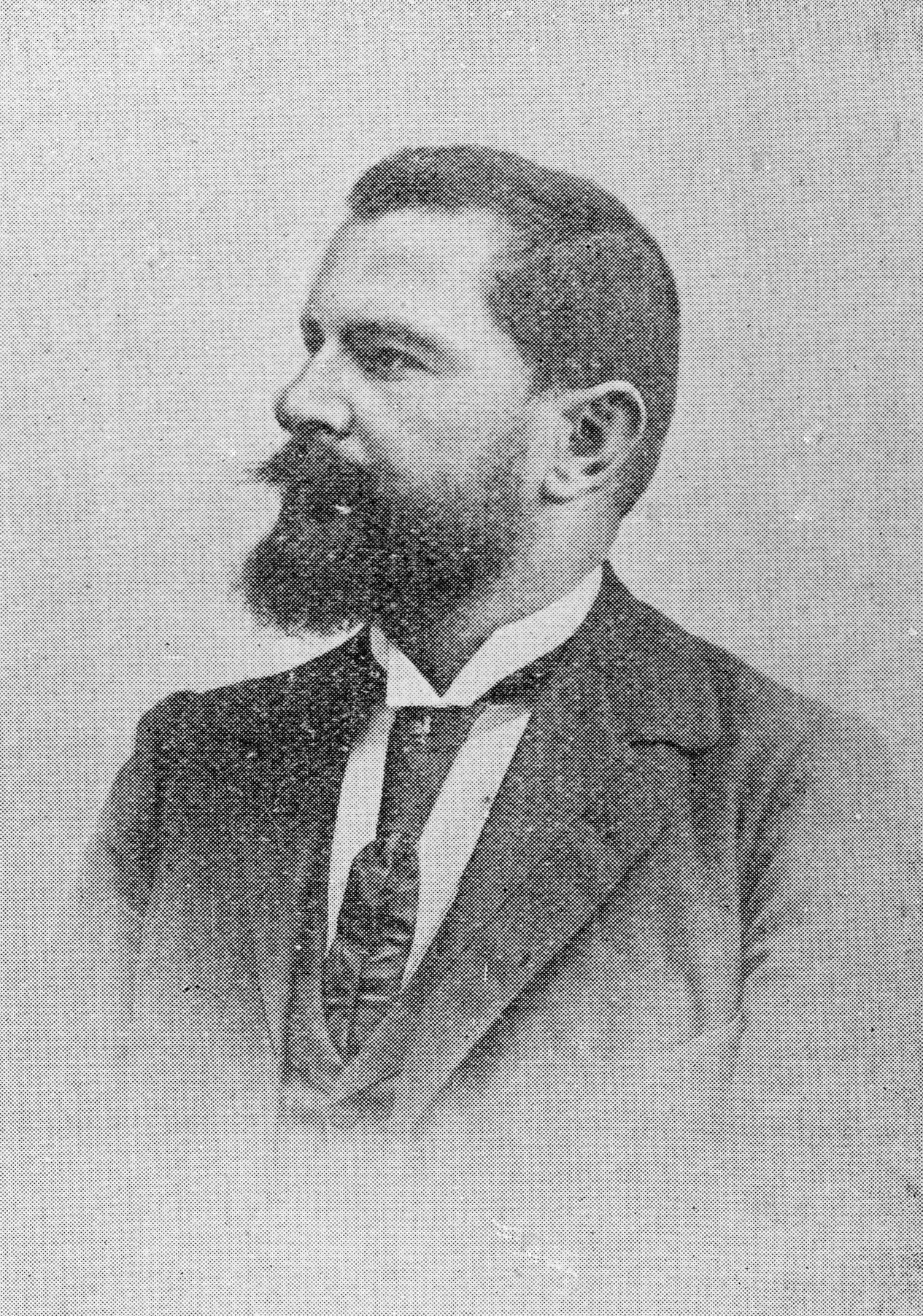
Michel Gondinet, presidente della commissione sul dilettantismo

Le sessioni sui singoli temi congressuali iniziarono il terzo giorno dell'evento, lunedì 18 giugno, quando erano rimasti a partecipare solo 42 delegati. Si stabilirono due commissioni separate, coordinate dal visconte Léon de Janzé, che si occuparono di discutere dei dieci punti del programma elaborato da de Coubertin; i primi sette relativi alla questione del dilettantismo, gli ultimi tre sul ripristino dei Giochi olimpici. Il primo gruppo di lavoro, diretto dal presidente del Racing Club de France Michel Gondinet, discusse in più sessioni delle diverse definizioni di "atleta dilettante" elaborate dalle varie associazioni sportive, che potevano anche differire notevolmente ed erano spesso ricche di compromessi e contraddizioni, portando a un potenziale conflitto di opinioni. Secondo de Coubertin, era necessario discutere dell'argomento per "mantenere nell'atletica il carattere nobile e cavalleresco che l'ha contraddistinta in passato, affinché possa continuare a svolgere efficacemente nell'educazione dei popoli il ruolo ammirevole che le è stato attribuito dai maestri greci". Un dibattito critico su questo tema che portasse alla standardizzazione delle regole era indispensabile dal momento che all'epoca vi erano dei vincoli legati anche agli spostamenti internazionali degli sportivi, influenzando direttamente la partecipazione alle gare di alcune nazioni, come l'Australia, piuttosto che di altre. Inoltre, dal momento che i dilettanti impegnati nello sport a quel tempo erano prevalentemente persone di alto status sociale, si voleva far sì che le competizioni sportive superassero i confini di classe e favorissero valori più democratici; ad esempio fu considerato discriminatorio da tutti i membri della commissione il regolamento della Amateur Rowing Association secondo cui chiunque avesse mai adoperato le mani sul lavoro non potesse essere considerato un dilettante.
Dopo numerosi interventi e discussioni, la commissione riuscì per la prima volta a stabilire una definizione di "atleta dilettante" condivisa con le varie federazioni sportive: "è considerato un dilettante chi non ha mai partecipato a una competizione pubblica, chi non ha mai gareggiato dietro compenso o premi in denaro di qualunque provenienza, in particolare in caso di quote di iscrizione, chi non ha mai sfidato atleti professionisti e chi non è mai stato, in qualsiasi periodo della sua vita, un insegnante sportivo o un allenatore dietro compenso". Già con la riunione del 19 giugno si ebbe una sostanziale unanimità sul principio di base della definizione, decidendo che non fosse possibile essere un dilettante in uno sport e un professionista in un altro; comunque si stabilì già all'epoca che il testo adottato avrebbe potuto subire successivamente delle modifiche. La Victorian Rowing Association di Melbourne presentò un secondo testo più lungo e completo, ma varie organizzazioni, tra cui il New York Athletic Club, preferirono adottare una definizione quanto più generale e sintetica possibile. Venne poi approvata una proposta della Lega velocipedica belga che autorizzava alcune competizioni tra amatori e professionisti, a condizione che le ricompense offerte non fossero premi in denaro. In ogni caso, la definizione adottata non si sarebbe dovuta applicare all'ippica, al tiro al piccione e alla nautica da diporto almeno in un primo momento; benché non fosse giudicato corretto che le persone abbienti avessero maggiori possibilità rispetto ai meno fortunati, questi sport richiedevano una grande quantità di denaro per essere praticati e avevano radici troppo profonde perché fosse possibile modificarne completamente i regolamenti in vigore.
La commissione relativa alle questioni del dilettantismo stabilì che qualsiasi violazione delle regole comportasse la squalifica dello sportivo, che sarebbe potuto essere riqualificato solo dopo che la relativa federazione avesse certificato che la trasgressione fosse dovuta a un errore, ad ignoranza o comunque compiuta in buona fede. Si deliberò inoltre all'unanimità sulle indennità di viaggio e sui rimborsi, sottolineando come fosse basilare fare una distinzione tra profitto e indennizzo, giudicando quest'ultimo legittimo in certi casi e tendendo comunque verso il concetto di "sport per onore"; i rimborsi potevano comunque essere condivisi solo tra le società sportive e mai tra le singole persone fisiche. Per quanto riguarda i premi per i vincitori, che spesso erano delle vere e proprie opere d'arte, si decise che chiunque avesse ottenuto denaro vendendo tali ricompense avrebbe perso la qualifica di dilettante e che il loro valore economico non fosse limitato, senza però che questo raggiungesse cifre troppo elevate; secondo il Congresso i premi delle competizioni dovevano essere considerati solo come dei "ricordi". Le scommesse furono poi giudicate "incompatibili con il dilettantismo", per cui le associazioni sportive erano tenute a limitarle con tutti i mezzi in loro potere, specialmente nelle sedi di gara.

### La nascita dei Giochi olimpici moderni e del CIO

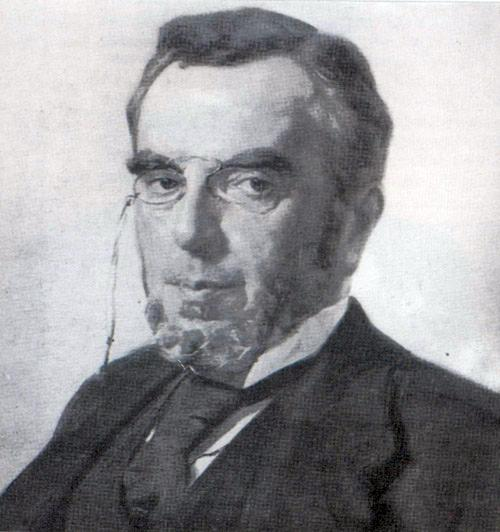
Demetrius Vikelas, presidente della commissione relativa alla rinascita dei Giochi olimpici

La seconda commissione del Congresso si occupò del ripristino dei Giochi olimpici e fu presieduta da Demetrius Vikelas, letterato greco stanziato a Parigi, rappresentante dell'Associazione Panellenica di Ginnastica. Si tennero solo tre incontri di questo gruppo di lavoro, dal momento che i delegati che vi parteciparono presero largamente spunto dai pensieri e dai suggerimenti di Pierre de Coubertin e di fatto si occuparono solo di ratificarli e di renderli attuabili. I delegati confermarono la rinascita delle Olimpiadi antiche, stabilendo che il primo evento olimpico si sarebbe svolto nel 1900. Nonostante de Coubertin affermò che le sue proposte vennero accettate senza opposizione, ci fu un vivace dibattito relativo alla sede della prima manifestazione olimpica. Molti partecipanti propendevano per affidare l'evento a Londra, tuttavia il barone francese ebbe la meglio, facendo sì che Parigi organizzasse le Olimpiadi contemporaneamente all'Esposizione Universale; tuttavia, temendo che un periodo di attesa di sei anni avrebbe potuto ridurre l'interesse del pubblico nei confronti del movimento olimpico, si preferì pianificare dei Giochi già nel 1896. Inizialmente, la maggior parte dei partecipanti alle discussioni spinse di nuovo per affidarli alla capitale inglese, idea che non trovò ancora una volta il favore di de Coubertin; fu poi proposta poi anche Budapest, per celebrare i mille anni dalla fondazione dell'Ungheria. Vikelas, dopo una discussione con il nobile francese, suggerì di affidare ad Atene, capitale della Grecia, patria degli antichi Giochi olimpici, l'organizzazione dei Giochi della I Olimpiade; le competizioni si sarebbero tenute nello Stadio Panathinaiko, riscoperto nel 1870 ai piedi dell'Acropoli. Nonostante alcune perplessità iniziali, causate dalle difficoltà finanziarie dello stato ellenico e dal fatto che la città dell'Attica fosse troppo lontana dal centro dell'Europa, la proposta venne accolta per acclamazione e all'unanimità dai delegati presenti; lo stesso re Giorgio di Grecia inviò un telegramma il 21 giugno per ringraziare de Coubertin e i membri del Congresso per questa decisione.

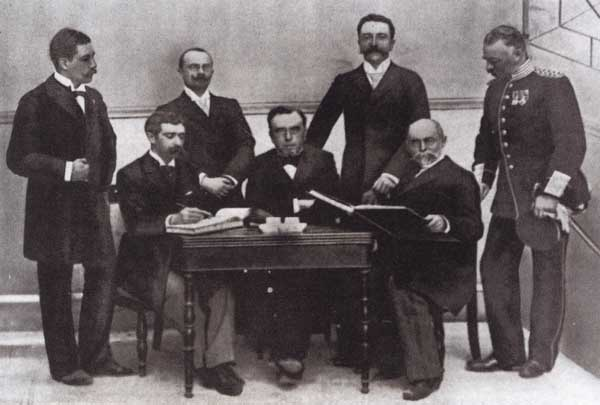
Alcuni membri del Comitato Olimpico Internazionale nel 1896. In piedi: Willibald Gebhardt, Jiří Stanislav Guth-Jarkovský, Ferenc Kemény, Viktor Balck. Seduti: Pierre de Coubertin, Dīmītrios Vikelas, Aleksej Butovskij

Venne stabilita poi la creazione di un'associazione volta a promuovere lo sport e gli ideali olimpici e per far rispettare le regole stabilite dal Congresso, che fu denominata "Comité international des Jeux olympiques" ("Comitato Internazionale dei Giochi Olimpici"), che in seguito divenne il Comitato Olimpico Internazionale, noto anche solo come "CIO". Questa nuova associazione adottò come motto l'espressione latina "Citius, Altius, Fortius" ("Più veloce, più in alto, più forte"), coniata nel 1891 da Henri Didon e proposta al CIO da de Coubertin. Il Congresso non stabilì alcuna procedura per la formazione di questo organo sportivo; solo un mese dopo la fine dell'assemblea venne pubblicato il Bulletin du Comité international des Jeux Olympiques che conteneva un elenco di 13 nominativi, scelti personalmente da Pierre de Coubertin senza alcuna discussione, selezionando quasi esclusivamente persone che non presero parte al Congresso, in quanto aveva bisogno del proprio spazio di manovra e di evitare inevitabili conflitti nei primi periodi del movimento olimpico. I membri fondatori del CIO furono dunque lo stesso Pierre de Coubertin e Ernest Callot per la Francia, Dīmītrios Vikelas per la Grecia, Aleksej Butovskij per la Russia, Viktor Balck per la Svezia, William Milligan Sloane per gli Stati Uniti d'America, Jiří Stanislav Guth-Jarkovský per la Boemia, Ferenc Kemény per l'Ungheria, Arthur Russell, II barone Ampthill e Charles Herbert per il Regno Unito, José Benjamín Zubiaur per l'Argentina, Leonard Cuff per la Nuova Zelanda e Ferdinando Lucchesi-Palli per l'Italia. Vikelas divenne il primo presidente del Comitato Olimpico Internazionale, in quanto rappresentante della nazione ospitante le Olimpiadi successive, mentre Pierre de Coubertin e Henri Callot furono invece nominati rispettivamente segretario generale e tesoriere del CIO.
Nel corso del dibattito, si sottolineò inoltre l'importanza educativa e morale dei Giochi olimpici, a condizione che questi siano conformi alla società moderna, e venne decisa la partecipazioni dei soli sportivi dilettanti alle competizioni olimpiche, fatta eccezione della scherma. Sì stabilì poi che tutte le nazioni dovessero essere rappresentate ai Giochi solo dai propri cittadini e che, in ogni paese, si dovessero tenere prima dell'inizio delle Olimpiadi degli eventi eliminatori che selezionassero solo i migliori atleti per ogni tipo di sport. Fu inoltre promosso lo sviluppo di accordi tra i comitati organizzatori e i vari governi delle nazioni che avrebbero ospitato i Giochi e la periodicità di quattro anni (la cosiddetta Olimpiade) tra un evento olimpico e l'altro. Per quanto riguarda gli sport olimpici da inserire nel programma sportivo, i delegati in un primo momento non si resero conto che sarebbero stati inseriti anche discipline moderne e non solo quelle classiche; in ogni caso si decise che per le future Olimpiadi si sarebbero dovute tenere competizioni di atletica leggera, canottaggio, vela, nuoto, calcio, tennis, pallacorda, pattinaggio, scherma, pugilato, lotta, sport equestri, polo, tiro a segno, ginnastica e ciclismo. Si sarebbe poi istituito un campionato generale denominato "pentathlon" e fu anche previsto un premio alpinistico per gli scalatori che avrebbero eseguito la "salita più interessante"  in qualsiasi parte del mondo dall'ultimo evento olimpico. Non fu invece presa in discussione la partecipazione delle donne alle competizioni sportive e venne bocciata la proposta di organizzare alcune competizioni per bambini e ragazzi, ritenute che poco interessanti e pericolose dallo stesso de Coubertin.

### Le celebrazioni e l'ultimo giorno del Congresso
(Pierre de Coubertin)

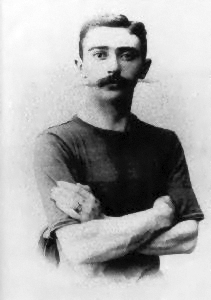
Pierre de Coubertin nel 1894

Nel corso del convegno, oltre alle discussioni, si tennero ulteriori eventi ricreativi: il pomeriggio del 18 giugno i delegati vennero ricevuti da Paul Champoudry, presidente del Consiglio comunale di Parigi, presso l'Hôtel de Ville, mentre il giorno successivo fu organizzata un'escursione sulla Marna, che si concluse con un pranzo su una casa galleggiante sull'Île des Loups. Il 21 giugno si tenne invece una grande festa serale chiamata Fête de nuit presso il Croix-Catelan, lo stadio del Racing Club nel Bois de Boulogne, illuminata da lanterne veneziane negli alberi e caratterizzata da concerti musicali, spettacoli pirotecnici e gare di scherma e di corsa. Venerdì 22 ci fu invece un ricevimento pomeridiano presso l'Île de Puteaux in onore dei delegati stranieri, decorato con bandierine di tutte le nazioni del mondo.
La mattina di sabato 23 giugno, ultimo giorno del Congresso, durante la sessione plenaria di chiusura presso la Salle Gréard della Sorbona, vennero approvate le relazioni finali delle due commissioni; durante tutti i giorni di discussione, i confronti dialettici, seppur molto animati, furono sempre cortesi e risolutivi, con i voti conclusivi espressi quasi sempre all'unanimità. Per quanto riguarda le decisioni ratificate, fu sottolineato come le associazioni e le società partecipanti all'assemblea non fossero vincolate alle risoluzioni adottate, ma che invece lo scopo del Congresso fosse solo quello di dare pareri sulle varie questioni sollevate e di preparare, ma non di stabilire, una legislazione internazionale. Pierre de Coubertin pronunciò infine il discorso di chiusura, con il quale venne ufficializzata la rinascita dei Giochi olimpici e la creazione del Comitato Olimpico Internazionale.
Il Congresso si concluse con un banchetto serale presso il Palais d'Hiver del Jardin d'Acclimatation; in quell'occasione, alcuni dei presenti furono insigniti dell'ordine delle Palme accademiche, tra cui William Milligan Sloane, Adolphe de Pallisseaux e Jules Marcadet. Durante il simposio finale, presero la parola Alphonse Chodron de Courcel e Michel Bréal, membro dell'Institut de France, che glorificò il lavoro svolto dall'assemblea, "destinato lasciare un segno nella storia della civiltà", vedendolo anche come un punto di partenza per gli Stati Uniti d'Europa; l'intellettuale francese, che nel settembre di quell'anno avrebbe ideato la gara della maratona, elogiò inoltre i Giochi olimpici, predicendo grandi vantaggi per le città che li avrebbero organizzati. Dīmītrios Vikelas poi, rispondendo ai delegati delle altre nazionalità, affermò come in quelle discussioni e in quelle celebrazioni non vi fossero stranieri, ma solo discendenti degli antichi Elleni uniti dalla memoria e dalla volontà di riportare in vita le Olimpiadi. De Coubertin, che si ritenne "l'unico autore dell'intero progetto olimpico", tenne il discorso finale della serata, ringraziando tutti coloro che lo aiutarono a realizzare un "sogno personale di cui avrebbe beneficiato tutta l'umanità": sottolineò come i rappresentanti dell'atletica mondiale avessero votato all'unanimità per la restituzione di "un'idea vecchia di duemila anni", capace di "scuotere il cuore degli uomini dopo un'eclissi di diversi secoli". Il barone francese ricordò poi che l'esercizio fisico, inteso sia come allenamento per la difesa della patria, sia come ricerca di bellezza fisica e salute, e screditato fin dal Medioevo a discapito delle capacità mentali, fosse un'eredità greca e che sarebbe rinato grazie alla ribellione dei partecipanti a questo congresso.